# بيلا غيارماتي
بيلا غيارماتي (بالمجرية: Gyarmati Béla)‏ هو مبارز بالسيف مجري، ولد في 5 مارس 1942 في بودابست في المجر.

## وصلات خارجية
- بيلا غيارماتي على موقع أوليمبيديا (الإنجليزية)